# Chris Byrd
Christopher Cornelius Byrd, detto Chris (Flint, 15 agosto 1970), è un ex pugile statunitense.
Soprannominato "Rapid Fire", è stato detentore dei titoli mondiali IBF e WBO dei pesi massimi. Come pugile dilettante ha vinto la medaglia d'argento alle Olimpiadi di Barcellona 1992.

## Carriera professionale
Byrd compie il suo debutto da professionista il 28 gennaio 1993, sconfiggendo il connazionale Gary Smith via decisione unanime dopo 6 round.

## Dopo il ritiro
Nel 2015 diventa allenatore di Andre Dirrell, anch'egli un pugile del Michigan ed allenatosi da dilettante presso la palestra di Joe Byrd.